# Melicope retusa
Melicope retusa är en vinruteväxtart som först beskrevs av Asa Gray, och fick sitt nu gällande namn av Thomas Gordon Hartley. Melicope retusa ingår i släktet Melicope och familjen vinruteväxter. Inga underarter finns listade i Catalogue of Life.